# Hańcza-tó
A Hańcza-tó Lengyelország északkeleti részén a Suwałki régióban, a Podlasiei vajdaság területén fekszik. A tó felszíne 311,4 hektár, szélessége 1,2 kilométer, hossza 4,5 kilométer. Legmélyebb pontja 108,5 méter. A tó Lengyelország legmélyebb tava. A Czarna Hańcza folyik át rajta.

## Állatvilága
A tóban él botos kölönte (Cottus gobio), cifra kölönte (Cottus poecilopus), törpemaréna (Coregonus albula), valamint viaszlazac (Osmerus eperlanus).